# 國際柔術聯盟
國際柔術聯盟（Ju-Jitsu International Federation，JJIF）是一個成立於1998年，專門管轄國際柔術事務的組織。目前，該組有102個成員國加盟，旗下的主要比賽為世界運動會的柔術項目。它的總部設在瑞士伯恩。

## 外部連結
- 官方網站